# Sindaci di San Ginesio
Di seguito l'elenco cronologico dei sindaci di San Ginesio e delle altre figure apicali equivalenti che si sono succedute nel corso della storia.

## Regno d'Italia (1861-1946)[1]
| Periodo          | Periodo           | Primo cittadino               | Partito                           | Carica                  | Note  |
| ---------------- | ----------------- | ----------------------------- | --------------------------------- | ----------------------- | ----- |
| ottobre 1860     | 1868              | Aristide Morichelli d'Altemps |                                   | Sindaco                 | -     |
| aprile 1868      | 1874              | Filippo Angerilli             |                                   | Sindaco                 | -     |
| dicembre 1874    | 1880              | Raniero Mazzabufi             |                                   | Sindaco                 | -     |
| agosto 1880      | 1891              | Aristide Morichelli-d'Altemps |                                   | Sindaco                 | -     |
| marzo 1891       | 1897              | Vincenzo Angerilli            |                                   | Sindaco                 | -     |
| 16 febbraio 1897 | 24 agosto 1897    | Vincenzo Potente              |                                   | Commissario regio       | -     |
| 1897             | 1900              | Vincenzo Bruti                |                                   | Sindaco                 | -     |
| 1900             | 1908              | Vincenzo Angerilli            |                                   | Sindaco                 | -     |
| 1908             | 1914              | Beniamino Costantini          |                                   | Sindaco                 | -     |
| 20 maggio 1914   | 26 settembre 1914 | Rodolfo Fioretti              |                                   | Commissario Prefettizio | -     |
| 1914             | 22 dicembre 1919  | Alfredo Angerilli             |                                   | Sindaco                 | -     |
| 1919             | 16 ottobre 1920   | Vincenzo Romita               |                                   | Commissario Prefettizio | -     |
| 1920             | 1923              | Alfredo Graziosi              |                                   | Sindaco                 | -     |
| 1º luglio 1923   | 19 ottobre 1923   | Alberto De Helguero           |                                   | Commissario Prefettizio | -     |
| 20 ottobre 1923  | 18 febbraio 1924  | Filippo Pascali               |                                   | Commissario Prefettizio | -     |
| 18 febbraio 1924 | 30 marzo 1924     | Giuseppe Tomassetti           |                                   | Commissario Prefettizio | -     |
| 1924             | 5 settembre 1925  | Gustavo Baldoni               |                                   | Sindaco                 | -     |
| 1925             | 3 settembre 1927  | Giuseppe Piersanti            |                                   | Sindaco                 | -     |
| 1927             | 1928              | Ugo Michelangeli              |                                   | Commissario Prefettizio | -     |
| 1928             | 1930              | Giuseppe Piersanti            | Partito Nazionale Fascista        | Podestà                 | -     |
| aprile 1930      | 3 agosto 1930     | Ugo Michelangeli              |                                   | Commissario Prefettizio | -     |
| 4 agosto 1930    | 3 settembre 1930  | Giacomo Ferroni               | Partito Nazionale Fascista        | Podestà                 | -     |
| 1930             | gennaio 1931      | Evandro Restelli              |                                   | Commissario Prefettizio | -     |
| 1931             | 18 marzo 1933     | Evandro Restelli              | Partito Nazionale Fascista        | Podestà                 | -     |
| 19 marzo 1933    | 15 settembre 1933 | Amedeo Pennesi                |                                   | Commissario Prefettizio | -     |
| 1933             | 1934              | Giuseppe Onofri               |                                   | Commissario Prefettizio | -     |
| 1934             | 24 aprile 1937    | Giuseppe Onofri               | Partito Nazionale Fascista        | Podestà                 | -     |
| 1937             | 24 aprile 1938    | Oscar Piatti                  | Partito Nazionale Fascista        | Podestà                 | -     |
| 25 aprile 1938   | 14 luglio 1938    | Giuseppe Consoli              |                                   | Commissario Prefettizio | -     |
| 1938             | 22 gennaio 1940   | Adriano Valori                | Partito Nazionale Fascista        | Podestà                 | -     |
| 1940             | 3 marzo 1944      | Giuseppe Cardarelli           | Partito Nazionale Fascista        | Podestà                 | -     |
| 4 marzo 1944     | 20 giugno 1944    | Guglielmo Sanguinetti         |                                   | Commissario Prefettizio | -     |
| 20 giugno 1944   | 28 agosto 1944    | Guido Micheletti              | Comitato di Liberazione Nazionale | Presidente              | -     |
| 1944             | 7 aprile 1946     | Cesare Barbi                  | Comitato di Liberazione Nazionale | Sindaco                 | [ 2 ] |

## Repubblica Italiana (dal 1946)[1][3]
| Periodo         | Periodo          | Primo cittadino        | Partito                                 | Carica                  | Note  |
| --------------- | ---------------- | ---------------------- | --------------------------------------- | ----------------------- | ----- |
| 8 aprile 1946   | 7 giugno 1946    | Eliseo Salvucci        |                                         | Sindaco                 | -     |
| 1946            | 1946             | Pietro Gentilozzi      |                                         | Sindaco                 | -     |
| 1946            | 26 ottobre 1947  | Cesare Barbi           |                                         | Sindaco                 | -     |
| 1947            | 7 giugno 1951    | Galdino Quassinti      |                                         | Sindaco                 | -     |
| 1951            | 10 giugno 1956   | Alfredo Graziosi       |                                         | Sindaco                 | -     |
| 1956            | 20 novembre 1960 | Febo Allevi            |                                         | Sindaco                 | [ 4 ] |
| 1960            | gennaio 1965     | Franco Gentilozzi      |                                         | Sindaco                 | -     |
| 1965            | settembre 1966   | Giorgio Giorgi         |                                         | Sindaco                 | -     |
| 1966            | giugno 1970      | Euro Verdicchio        |                                         | Sindaco                 | -     |
| 1970            | 1978             | Carlo Focaccetti       |                                         | Sindaco                 | -     |
| 1978            | 1980             | Vincenzo Angerilli     |                                         | Sindaco                 | -     |
| 1980            | 1985             | Vittorio Giorgi        |                                         | Sindaco                 | -     |
| 5 giugno 1985   | 10 giugno 1990   | Vittorio Giorgi        | Democrazia Cristiana                    | Sindaco                 | -     |
| 11 giugno 1990  | 23 aprile 1995   | Pietro Enrico Parrucci |                                         | Sindaco                 | -     |
| 24 aprile 1995  | 13 giugno 1999   | Pietro Enrico Parrucci | Lista civica di Centro-destra           | Sindaco                 | -     |
| 14 giugno 1999  | 19 gennaio 2003  | Vittorio Taccari       | Lista civica                            | Sindaco sfiduciato      | [ 5 ] |
| 20 gennaio 2003 | 25 maggio 2003   | Salvatore Calvagna     |                                         | Commissario Prefettizio | [ 6 ] |
| 26 maggio 2003  | 13 aprile 2008   | Pietro Enrico Parrucci | Lista civica                            | Sindaco                 | -     |
| 14 aprile 2008  | 26 maggio 2013   | Mario Scagnetti        | Lista civica                            | Sindaco                 | -     |
| 27 maggio 2013  | 10 giugno 2018   | Mario Scagnetti        | Lista civica "San Ginesio in movimento" | Sindaco                 | -     |
| 11 giugno 2018  | 14 maggio 2023   | Giuliano Ciabocco      | Lista civica "San Ginesio rinasce"      | Sindaco                 | -     |
| 15 maggio 2023  | in carica        | Giuliano Ciabocco      | Lista civica "San Ginesio rinasce"      | Sindaco                 | -     |